# كاظمة (اسم)
كاظمة هو اسم علم مؤنث من أصل عربي، ومعناه هو الدائمة الثابتة من تعيش على نظام ثابت، المنتصبة القائمة.

## وصلات خارجية
- موسوعة السلطان قابوس لأسماء العرب نسخة محفوظة 5 أبريل 2019 على موقع واي باك مشين.